# Немецька
Немецка́ (словац. Nemecká) — село в окрузі Брезно Банськобистрицького краю Словаччини. Станом на грудень 2015 року в селі проживало 1809 мешканців.

## Географія
Протікає Разтоцький потік.

## Населення
| Рік:            | 1994. | 2004.   | 2014.   | 2024.   |
| --------------- | ----- | ------- | ------- | ------- |
| Кількість осіб: | 1708  | 1813    | 1826    | 1691    |
| Різниця:        |       | +6,14 % | +0,71 % | -7,39 % |

| Рік:            | 2023. | 2024.   |
| --------------- | ----- | ------- |
| Кількість осіб: | 1694  | 1691    |
| Різниця:        |       | -0,17 % |